# ドアノッカー

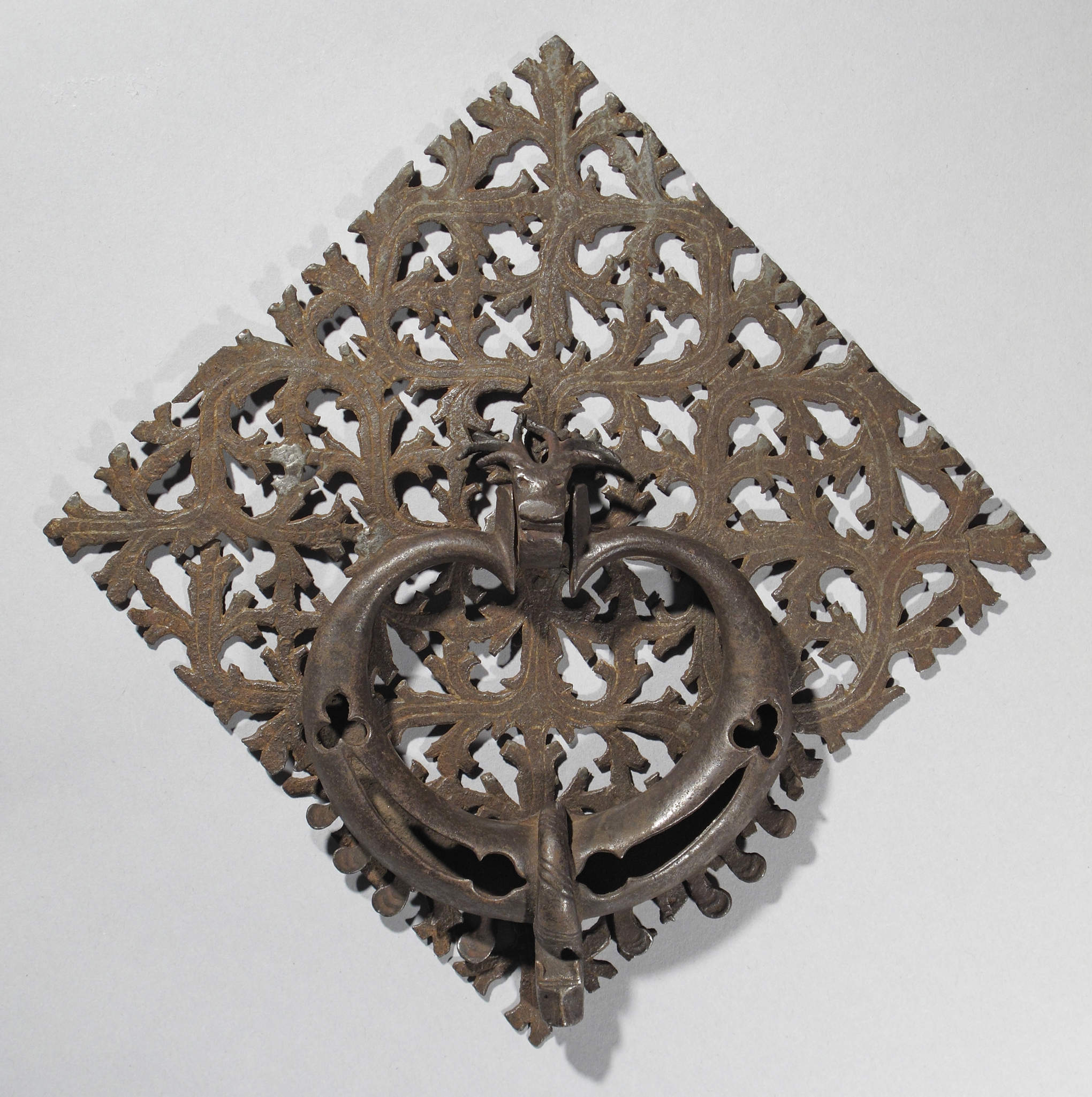
鉄製のドアノッカー、15-16世紀のもの（メトロポリタン美術館蔵）

ドアノッカー（英: door knocker）は玄関などの扉、門、フェンスなどに取り付けられている叩き金のこと。

## 欧米

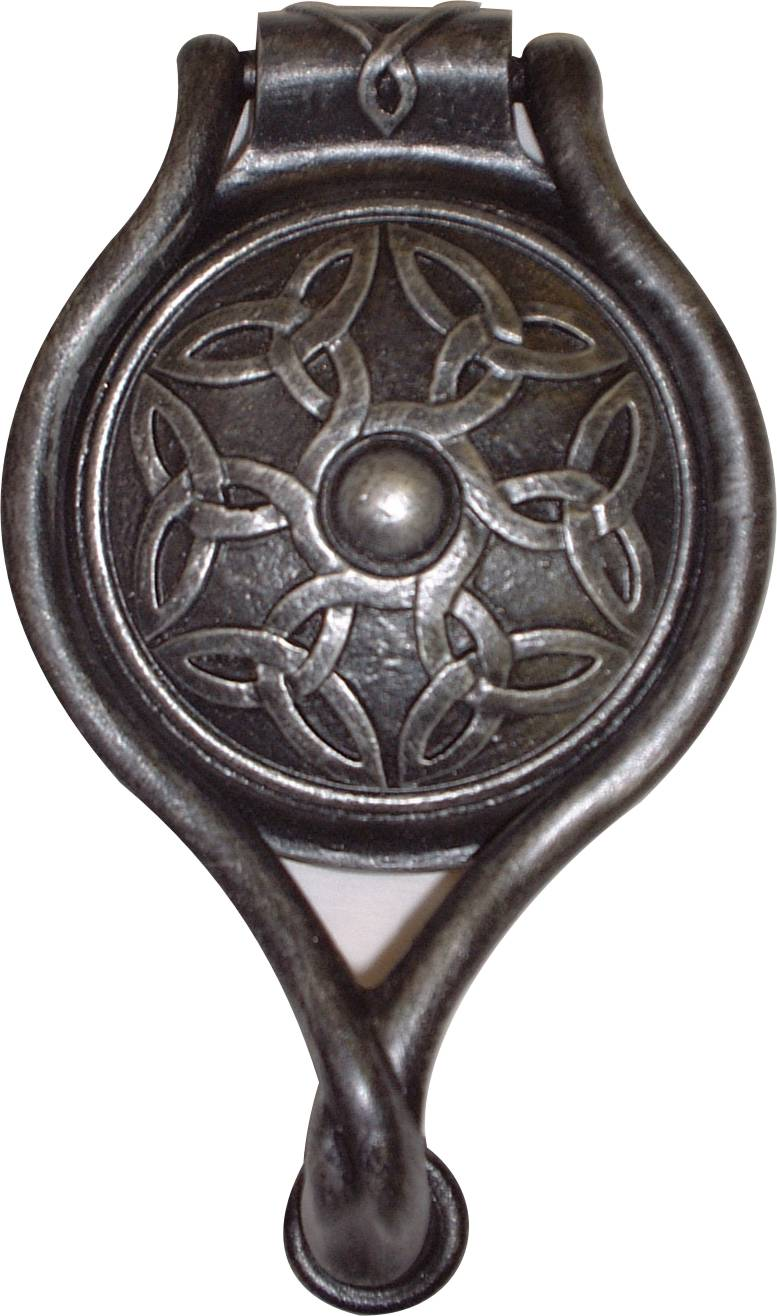
鋳鉄のドアノッカー イギリス
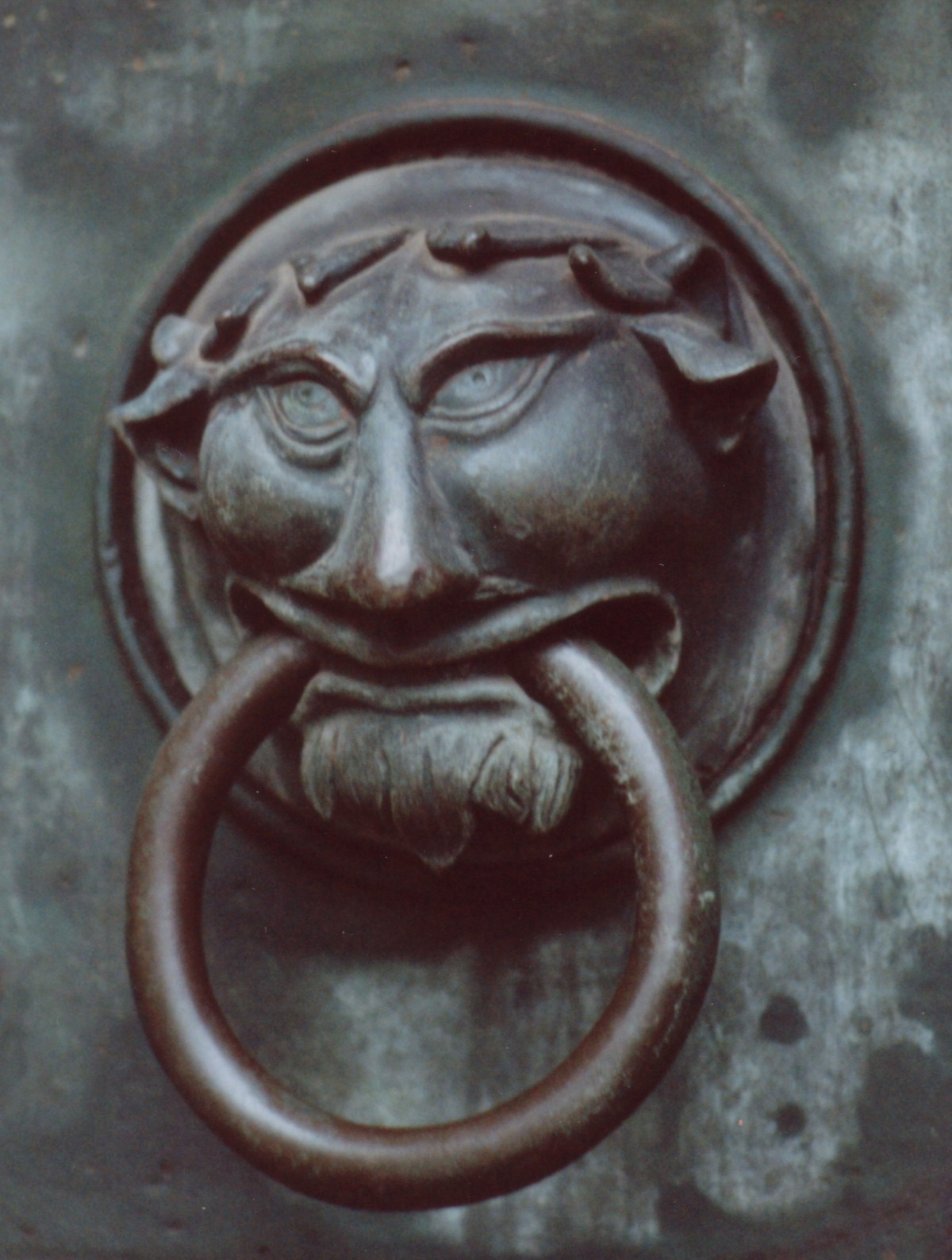
"Ring of Mercy" ドイツ、アウクスブルク大聖堂
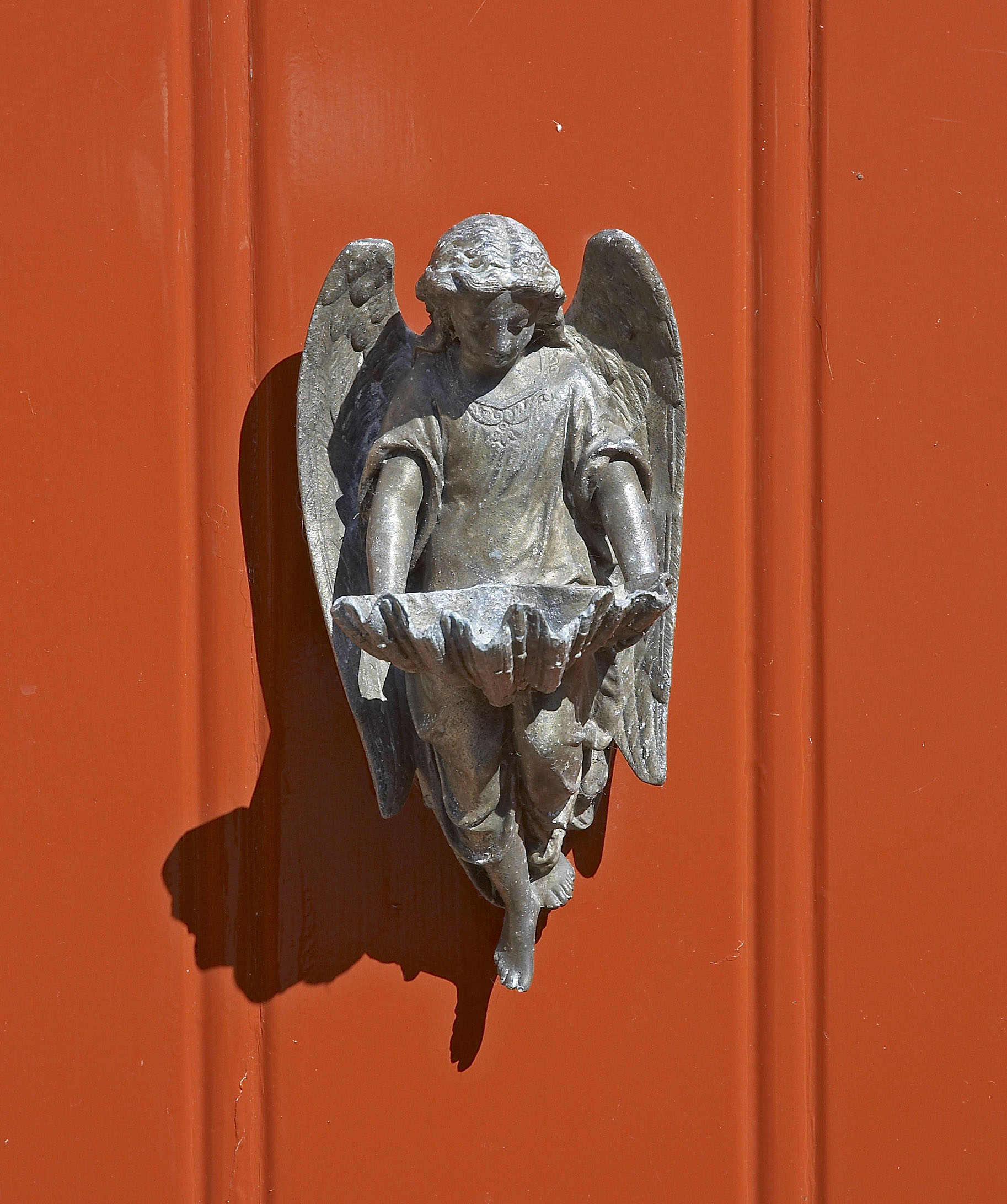
天使を象ったドアノッカー オランダ、ハルデルウェイク
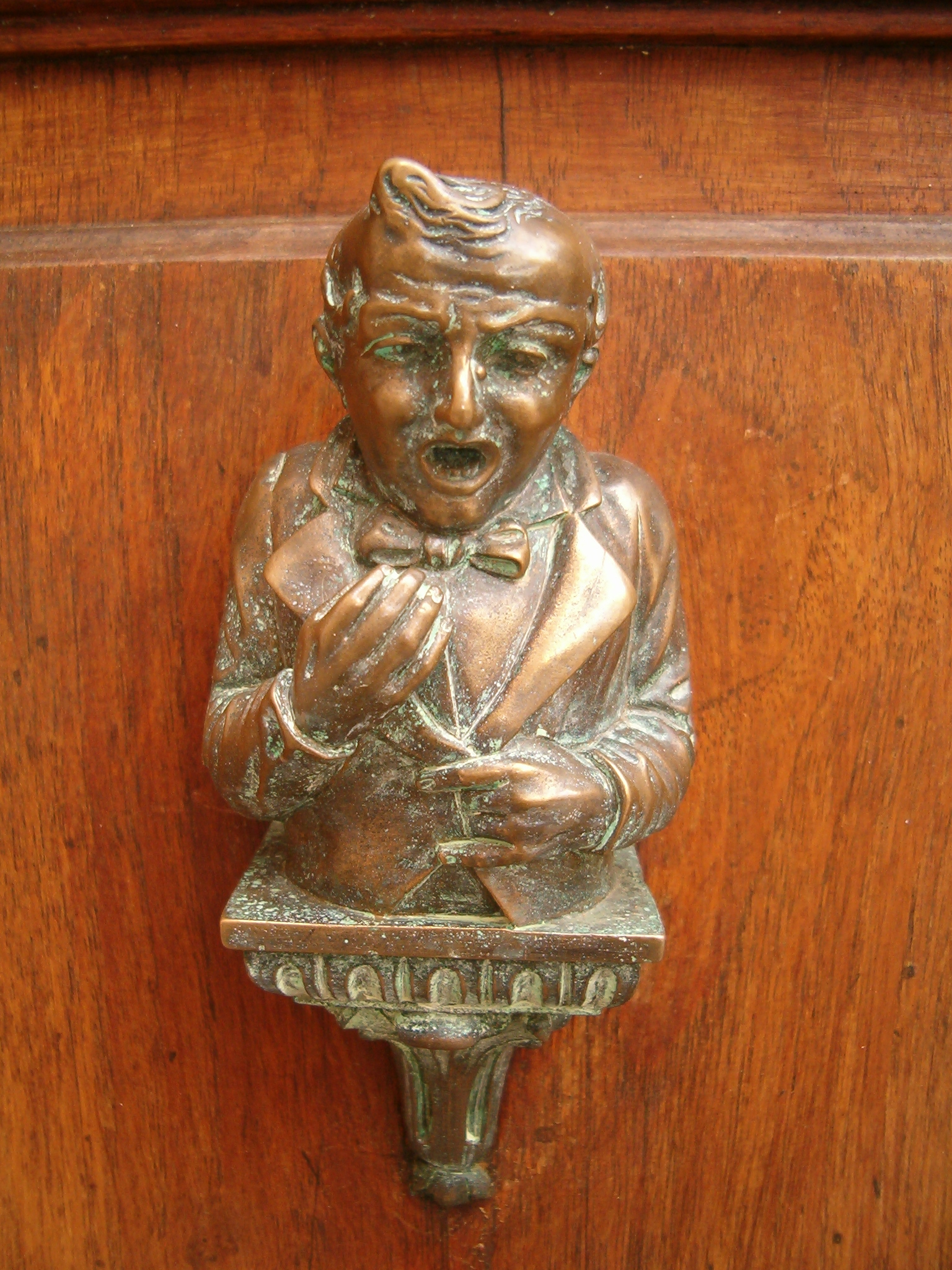
ドアノッカー ヴェネツィア
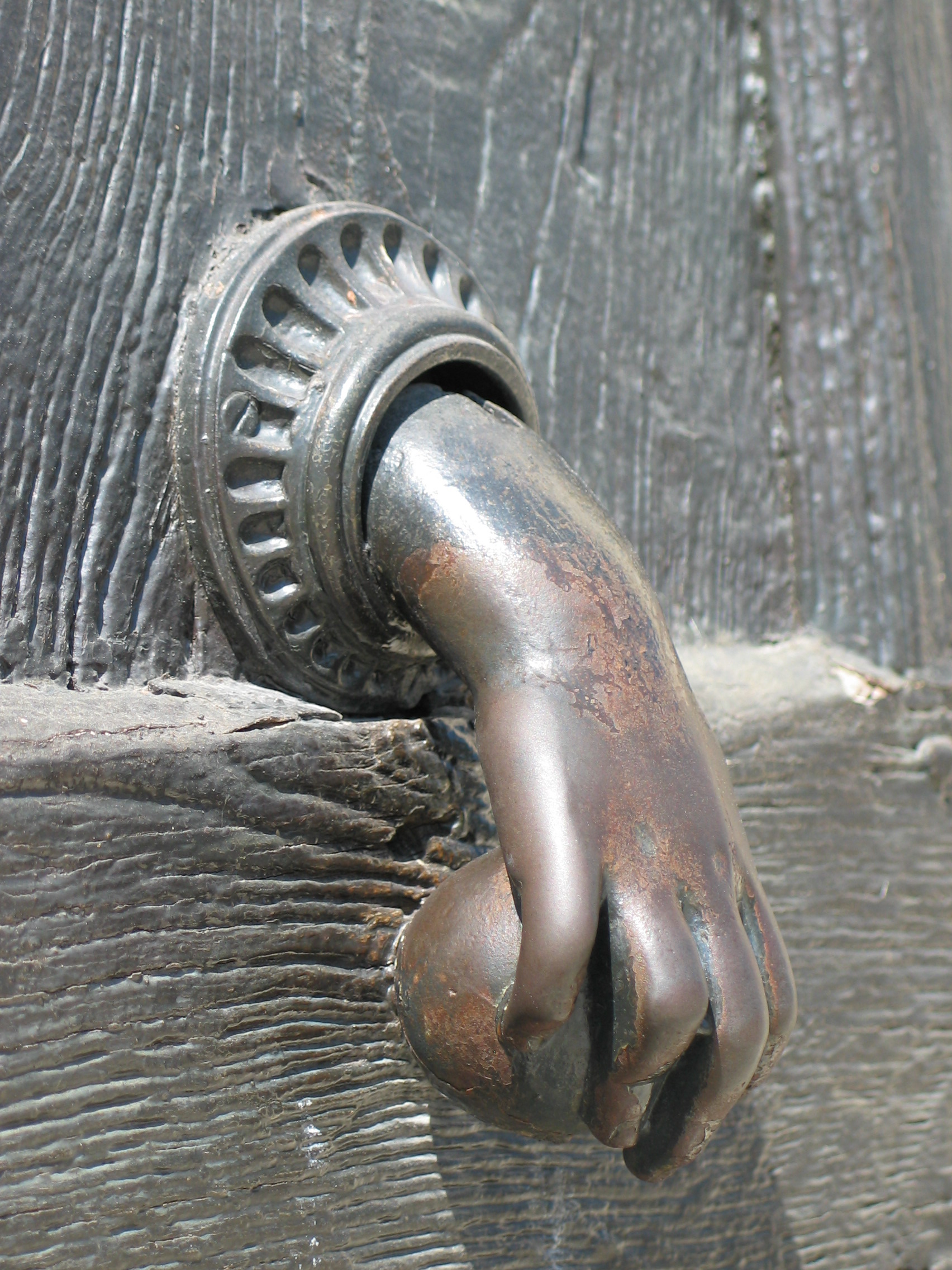
ドアノッカー フランス、オルレアン
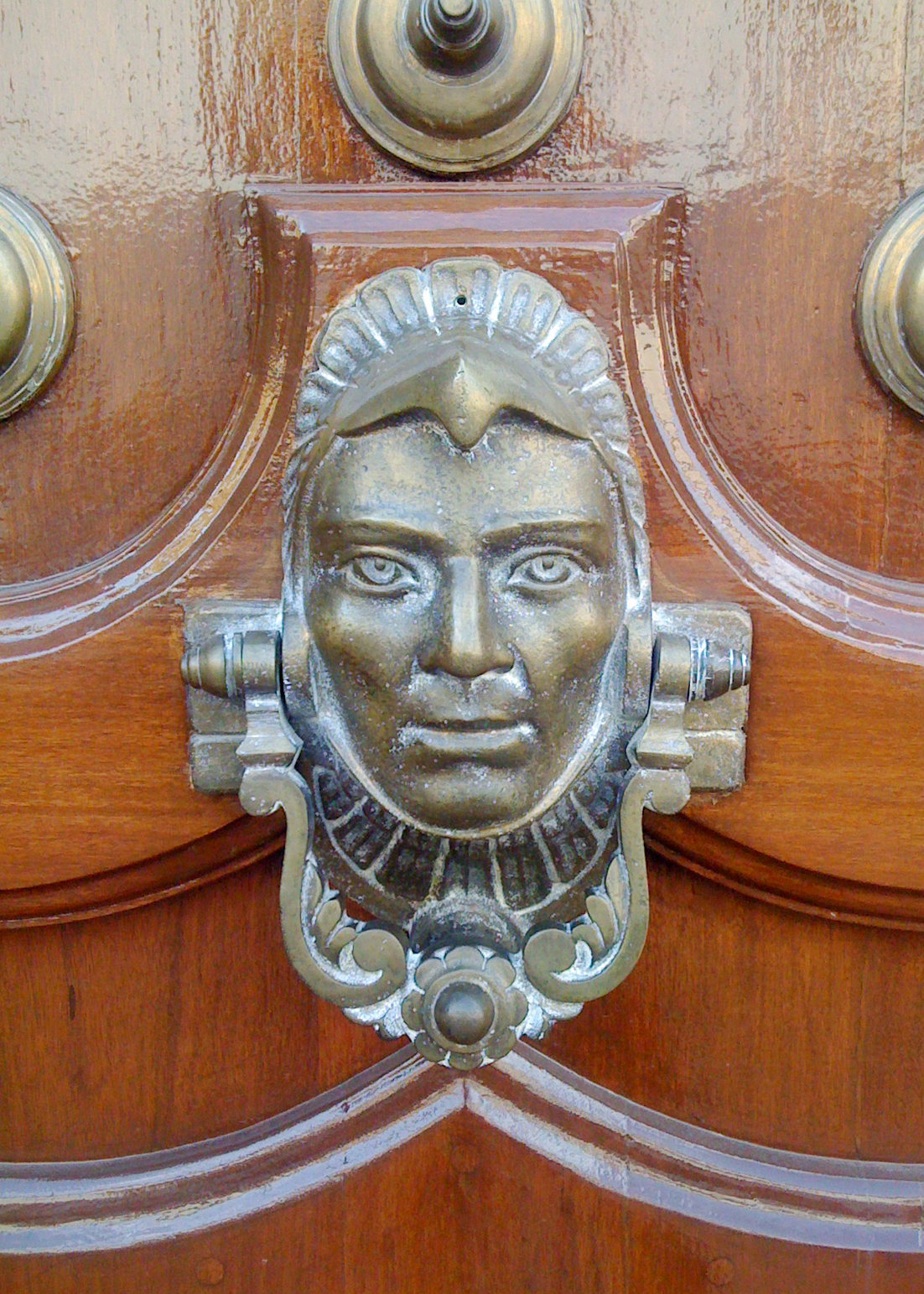
鷲の戦士を象ったドアノッカー メキシコ、ケレタロ州
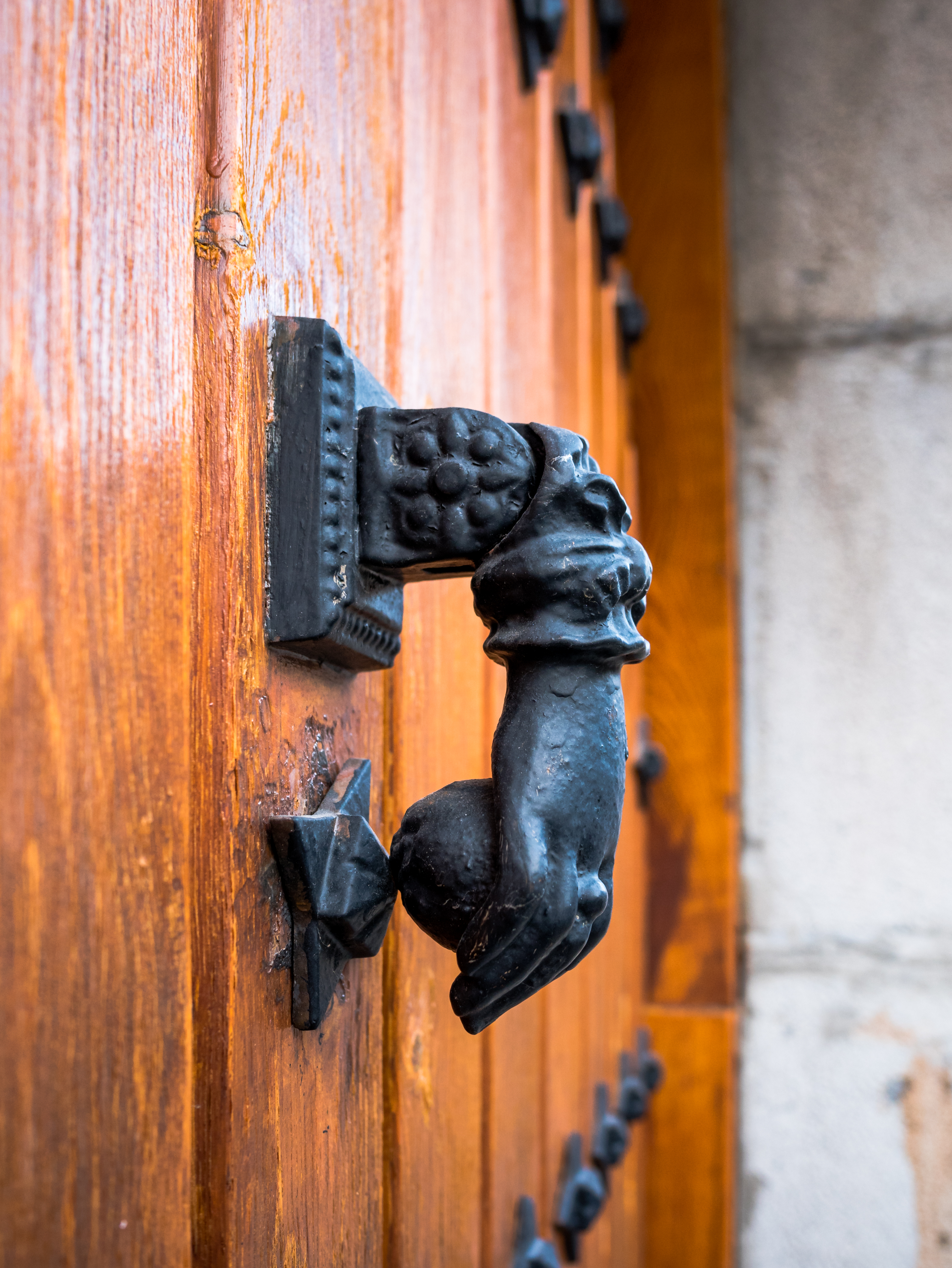
手を象ったドアノッカー スペイン
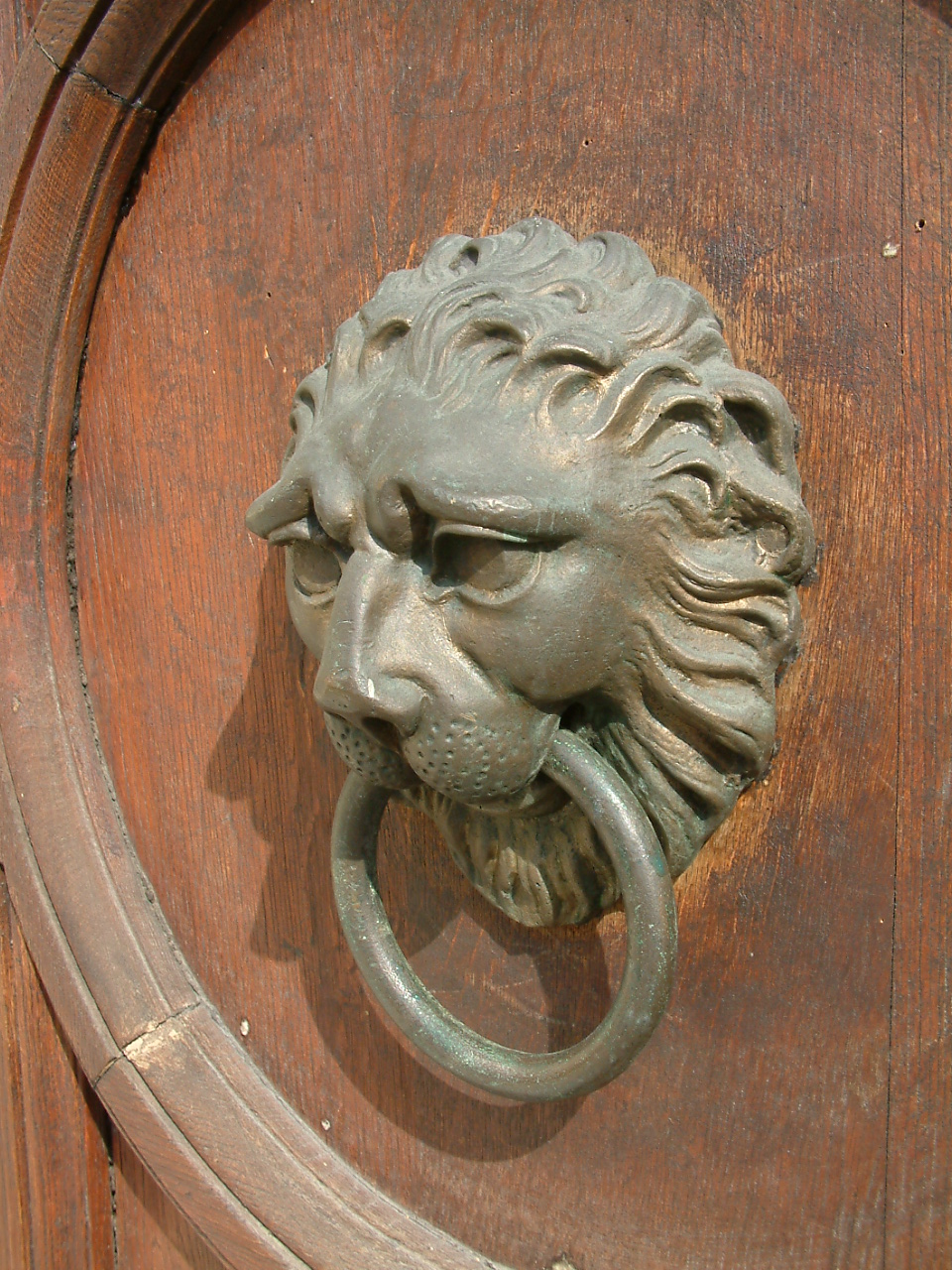
獅子の頭部を象ったドアノッカー ポーランド、ポズナン、ラチンスキ図書館
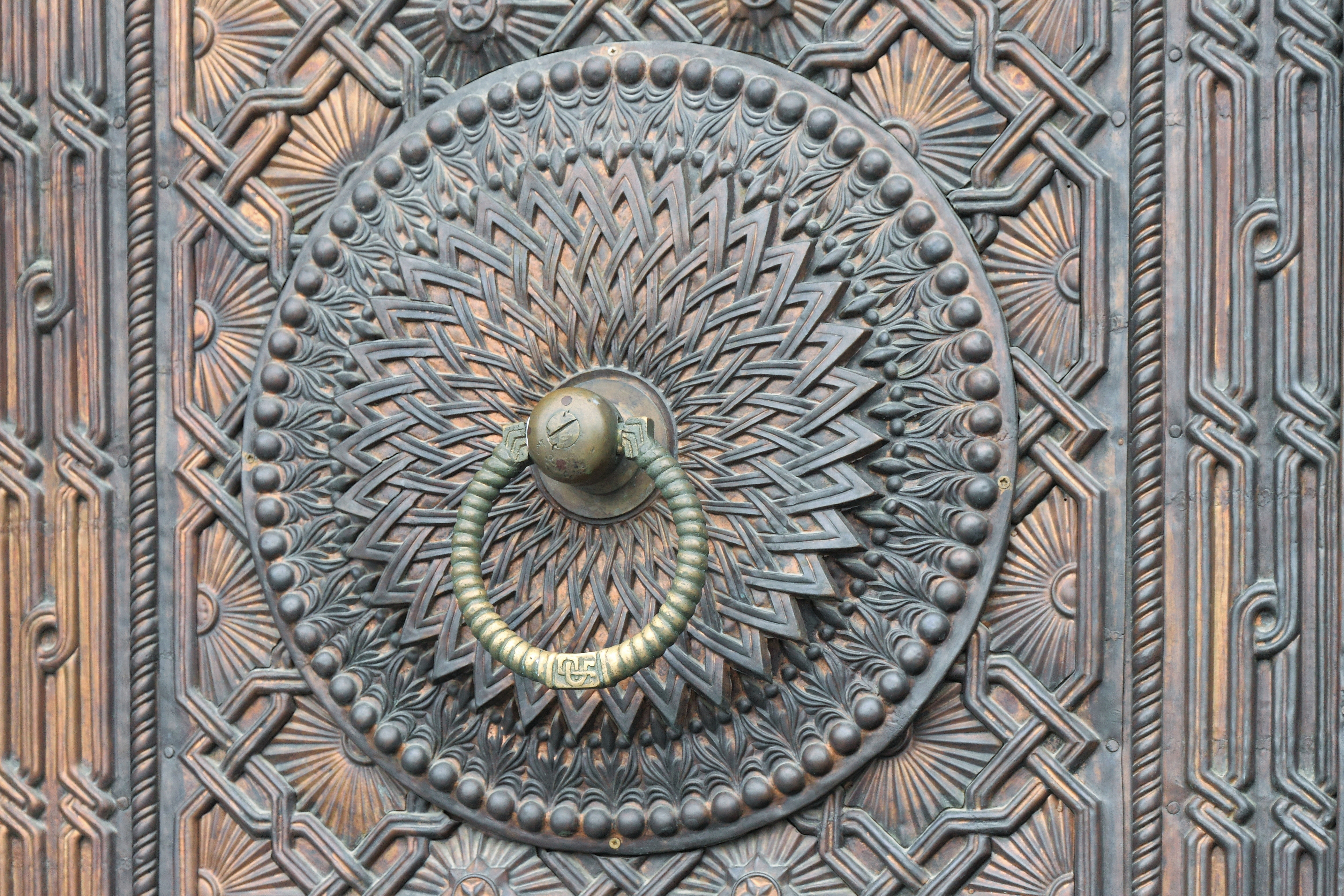
ドアノッカー アルメニア、マテナダラン

## イスラーム圏

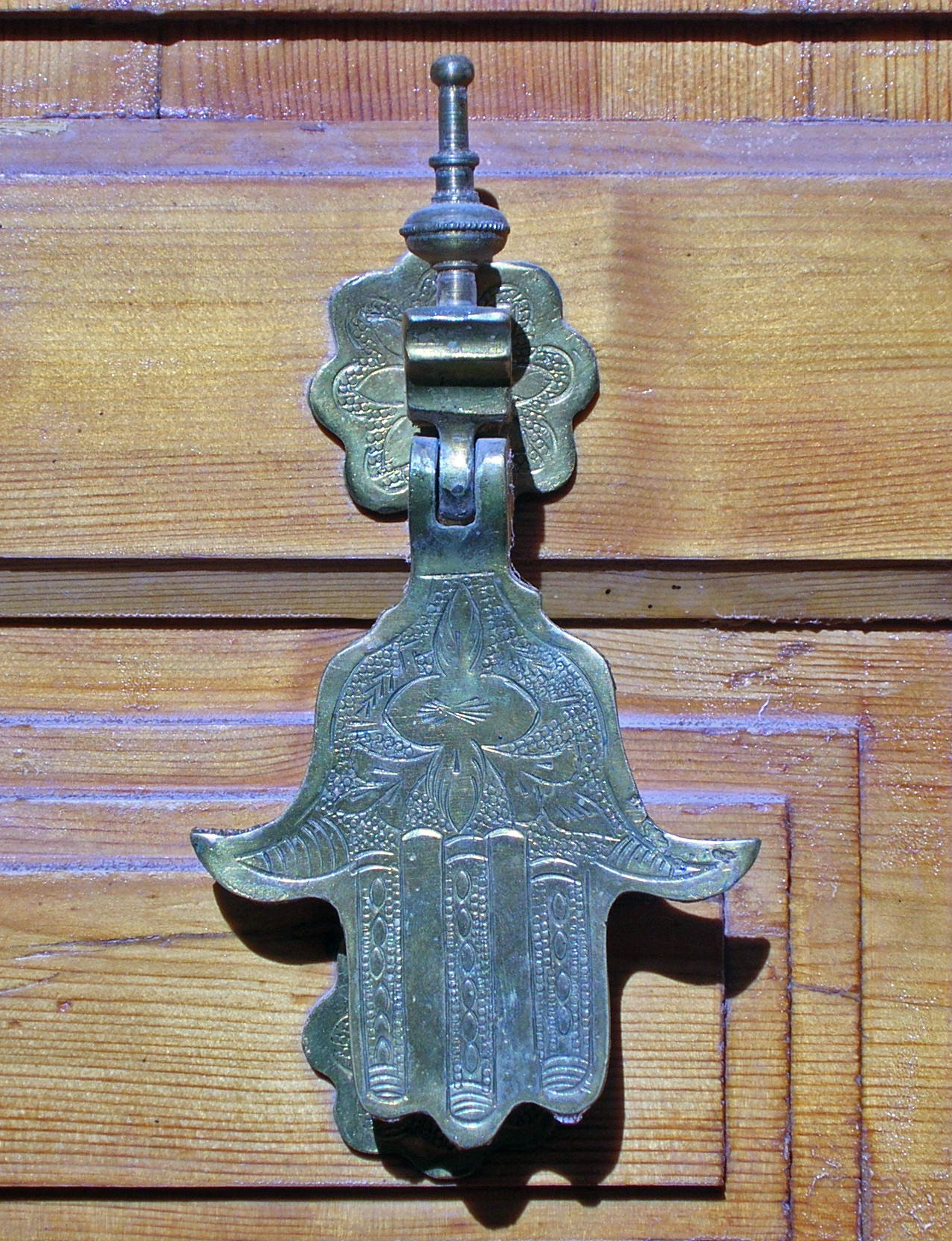
ハムサ・ドアノッカー モロッコ
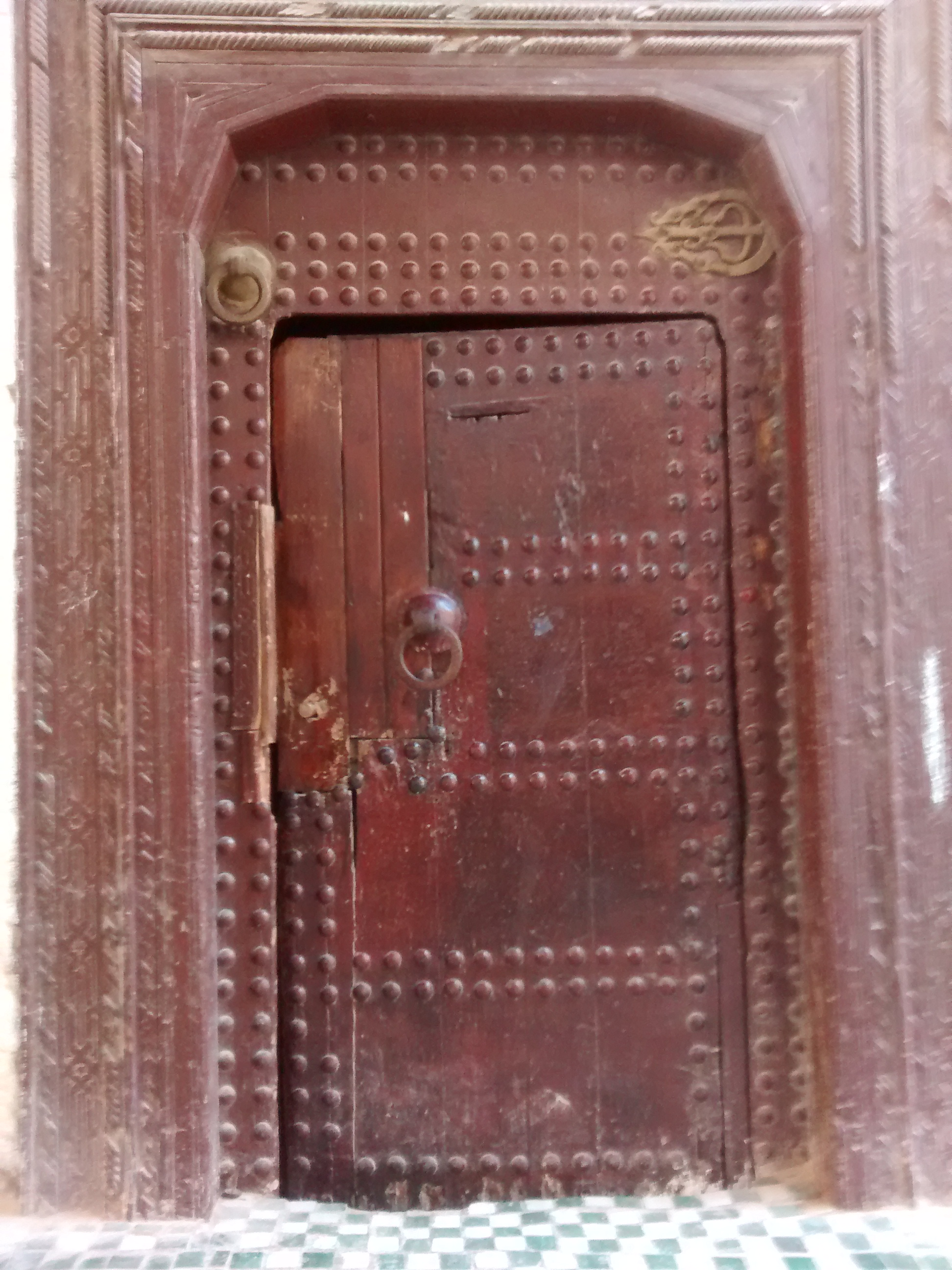
2つのドアノッカーがついた扉。伝統的に女性と男性で別のノッカーを用いていた。 モロッコ、フェズ
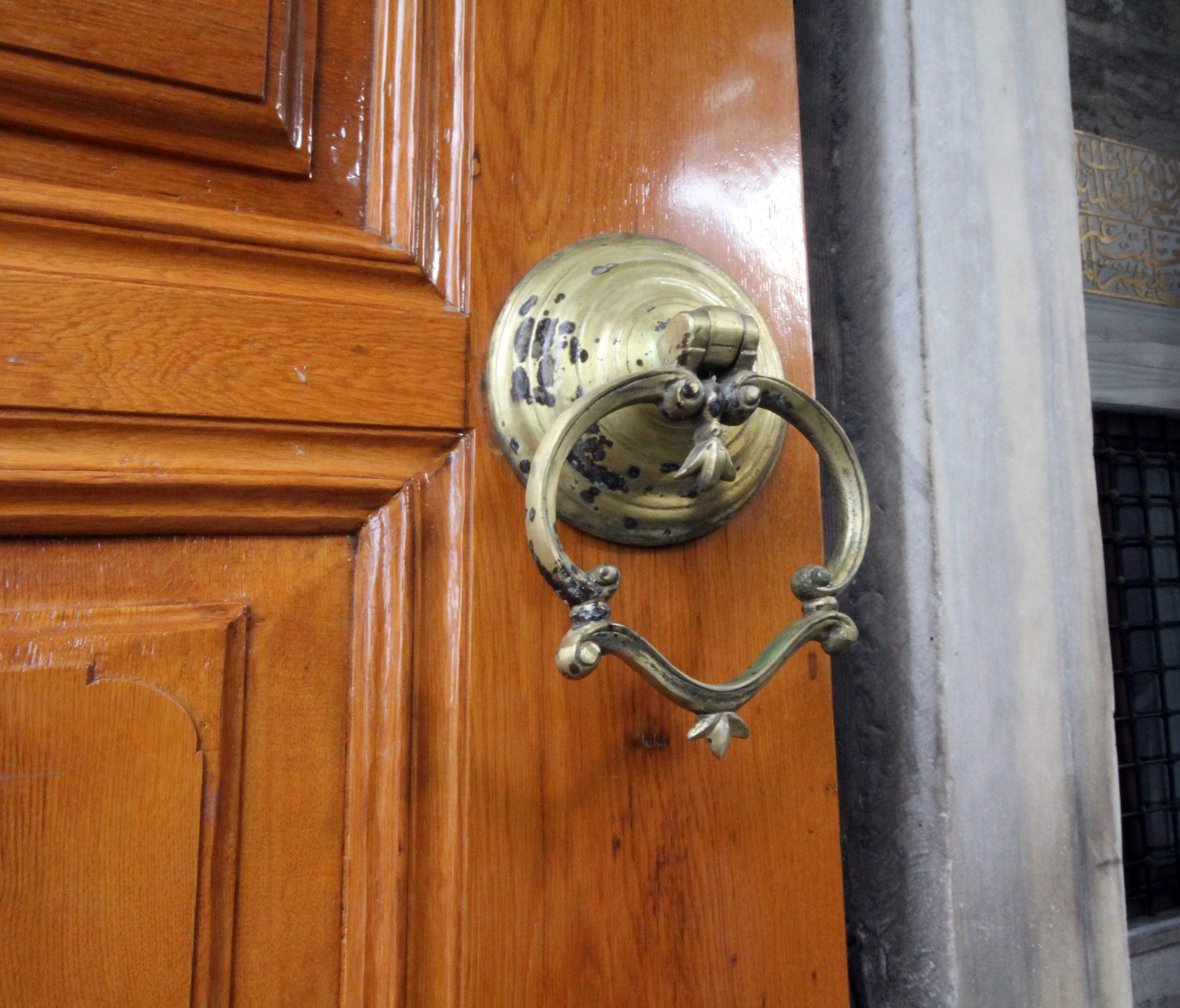
ドアノッカー トルコ、エユップ・スルタン・モスク
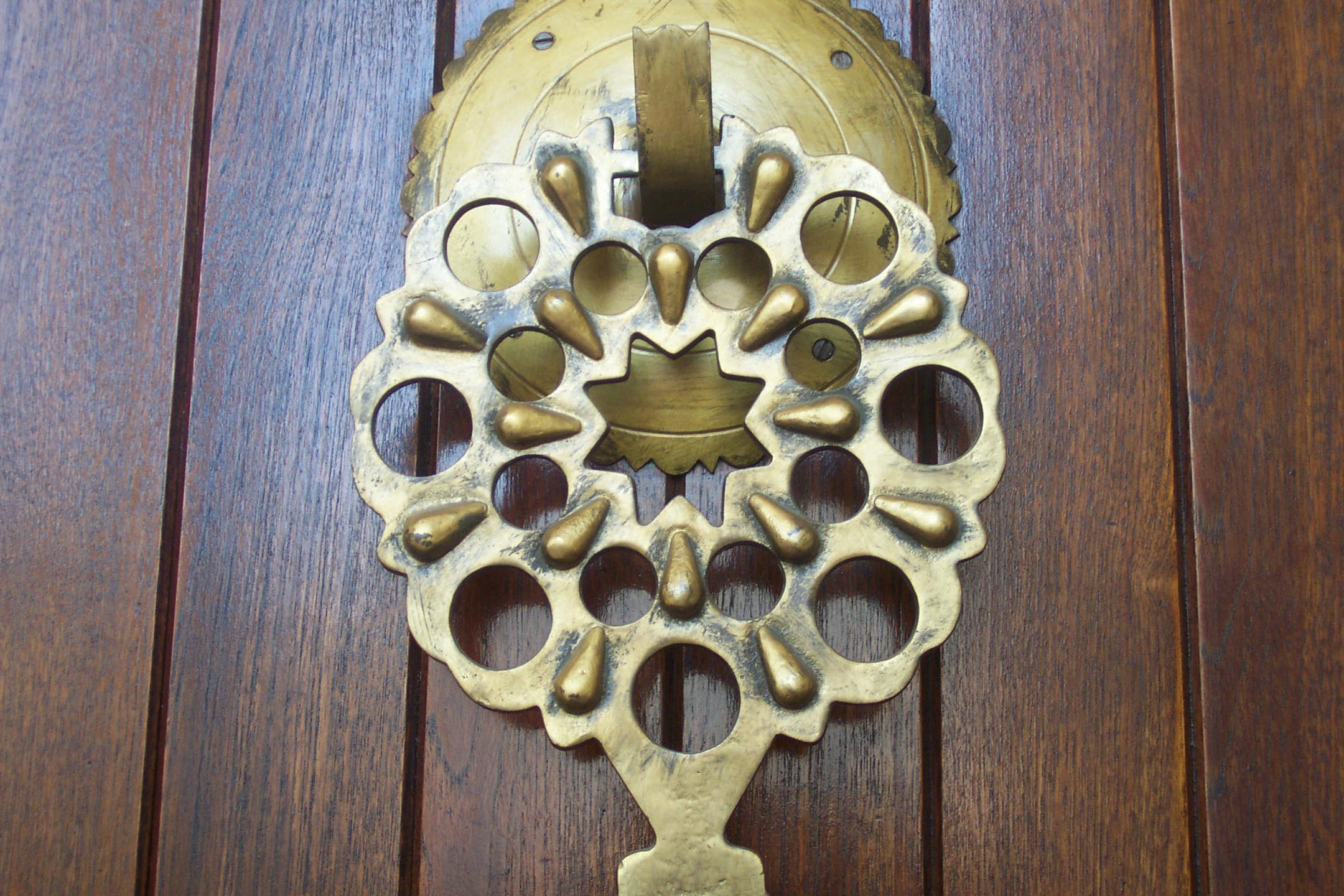
ドアノッカー サウジアラビア、サウード王モスク
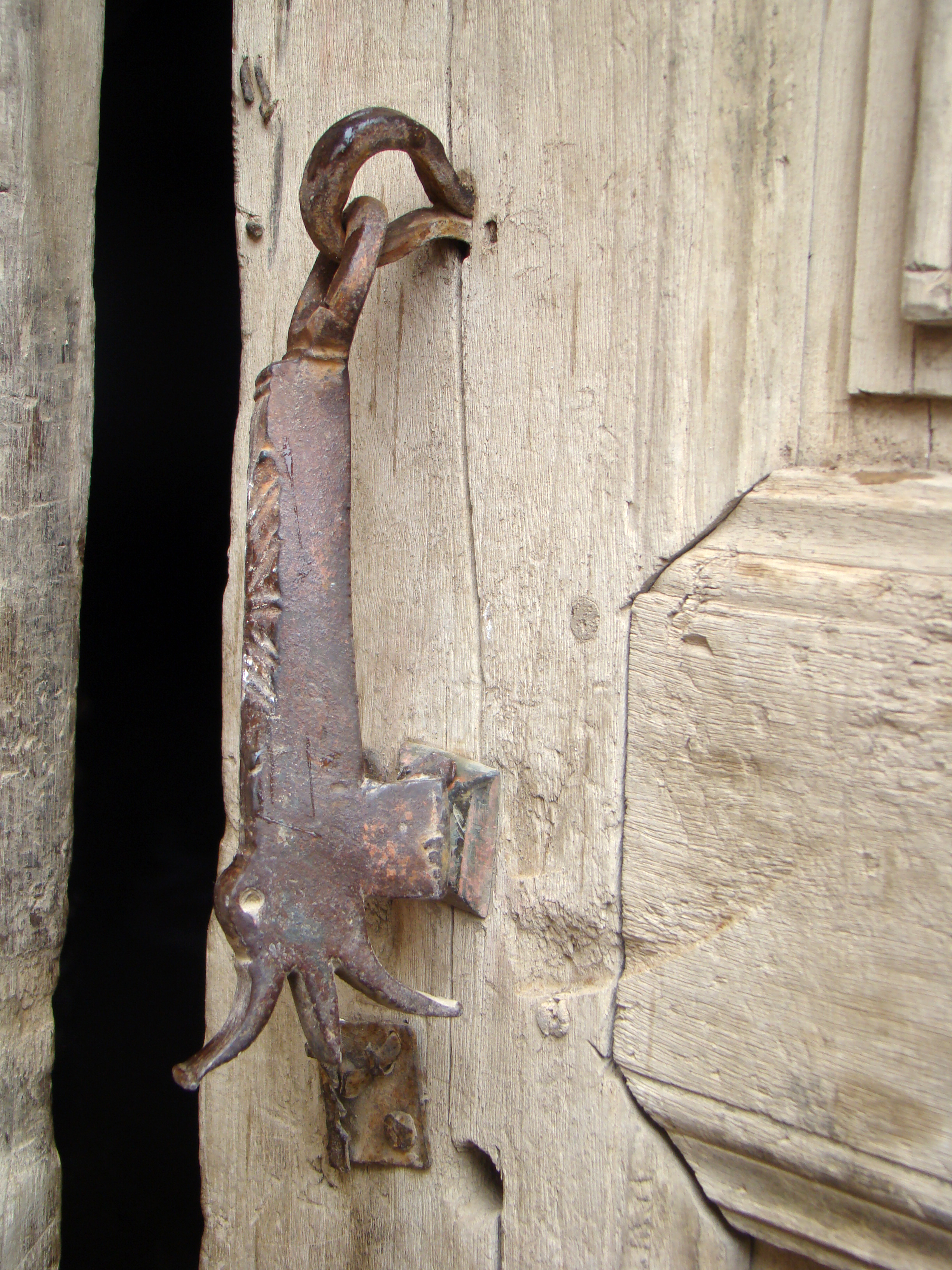
ドアノッカー イラン、Haji Bulagi House
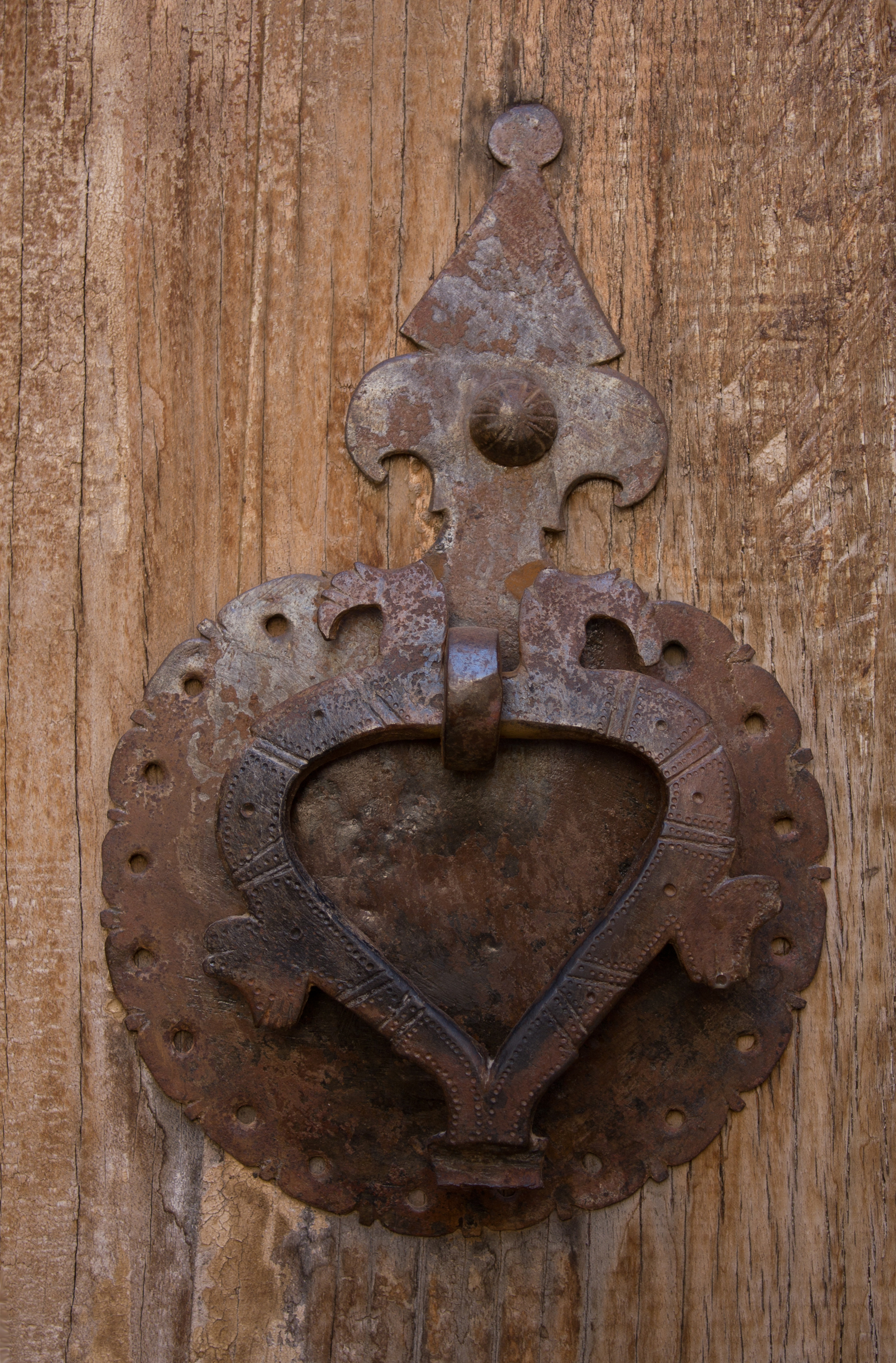
ドアノッカー イラン、Behnam House

## 南アジア

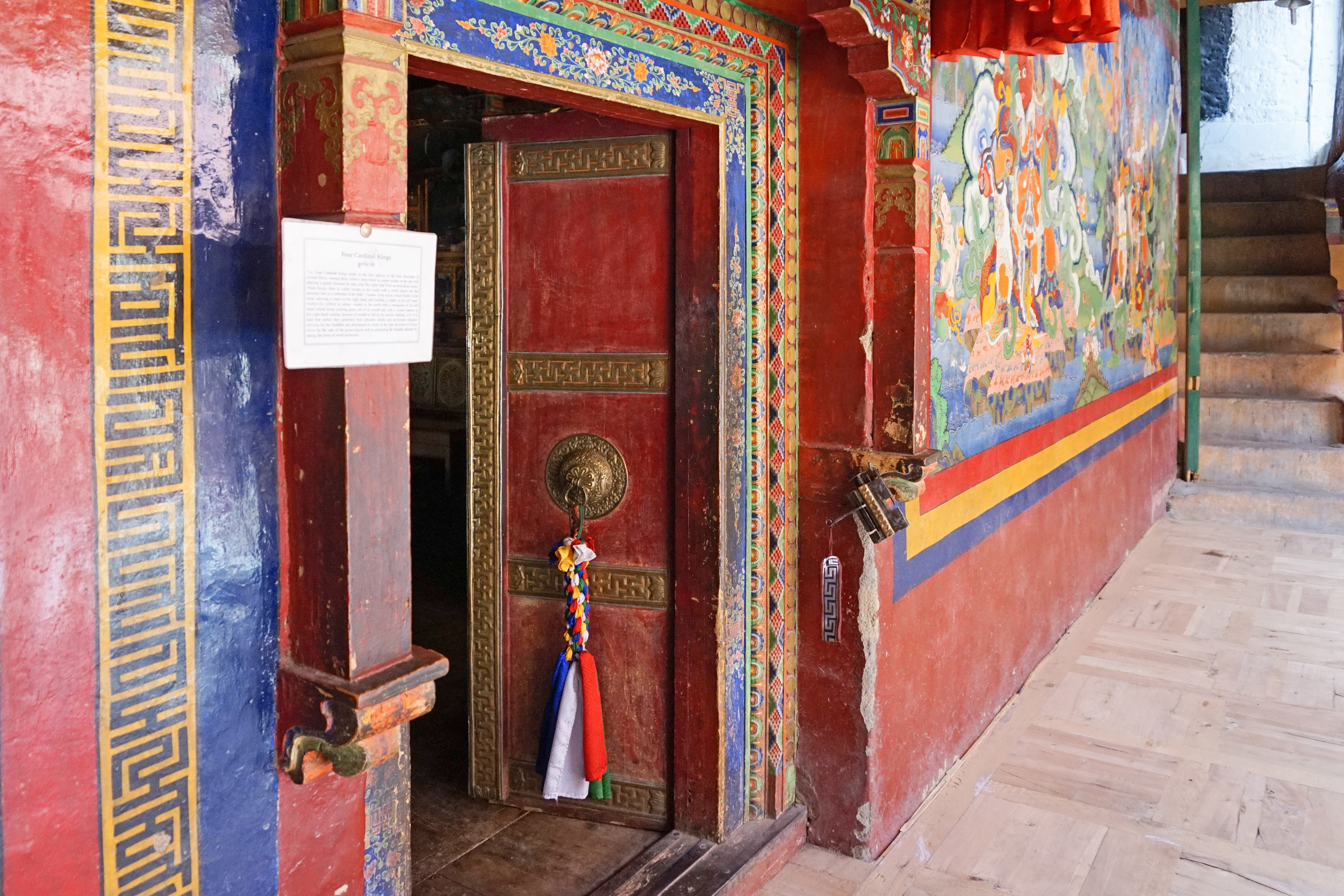
ドアノッカー インド、ラダック、レー、ラマユルゴンパ僧院
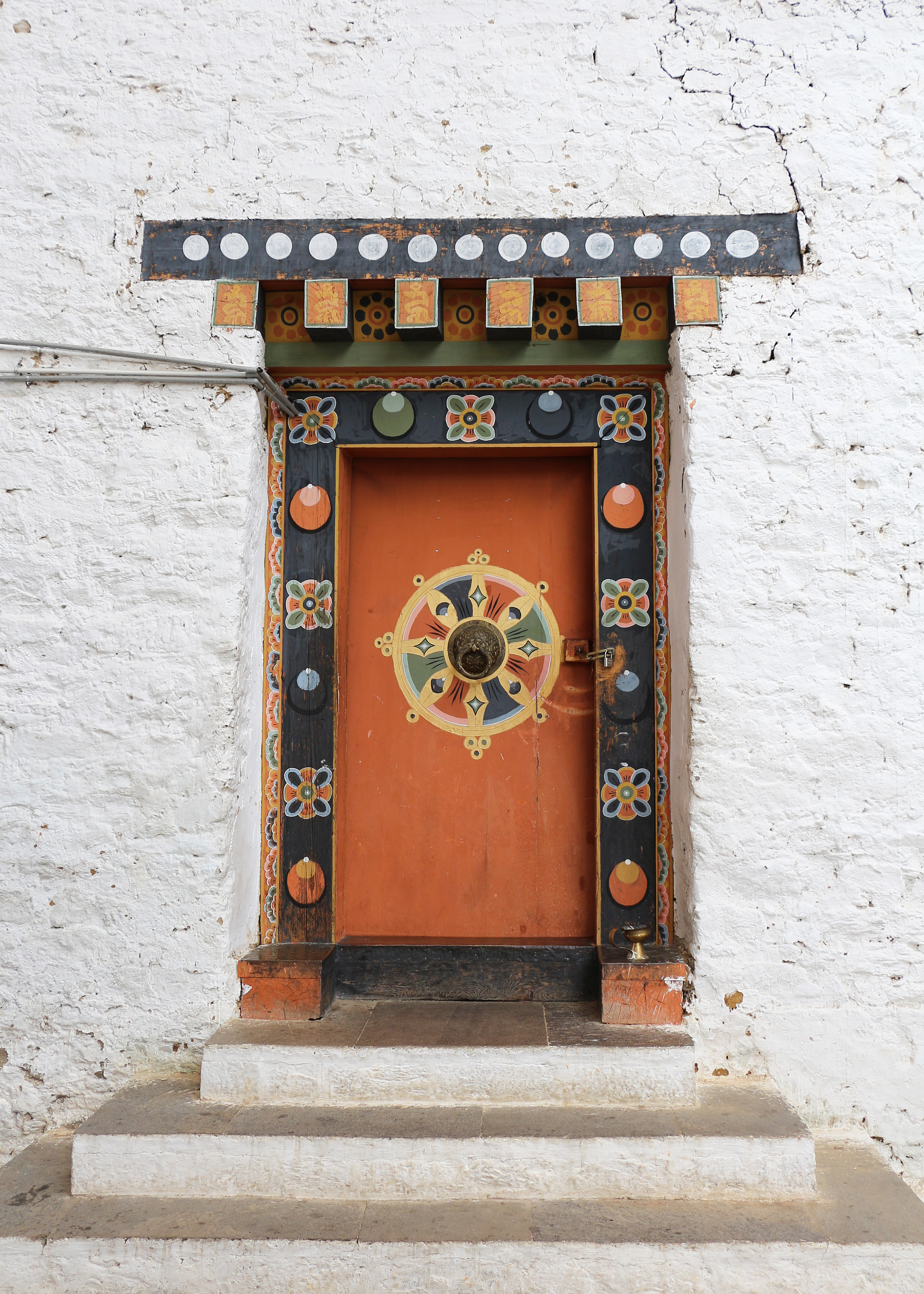
ドアノッカー ブータン、セムトッカ・ゾン

## 東アジア
中国語では門環（簡体字中国語: 门环、繁体字中国語: 門環）、門鈸（簡体字中国語: 门钹、繁体字中国語: 門鈸）、鋪首（簡体字中国語: 铺首、繁体字中国語: 鋪首）という。
厳密にいえば門鈸と鋪首は、門環の台座である。
門鈸は、シンバルのような形で、円・六角形・八角形の形をしている。
鋪首は、魔除けの意味が込められ椒図(しょうず)・饕餮(とうてつ)・獅子・虎・螭首(ちしゅ)等の顔を象っており、リングなしで単に装飾として使われたり、扉以外に青銅器や陶器に取っ手として取り付けることもある。
古代の中国では住居の門環には厳格な等級規定があった。例えば明史によると、「親王府の4つの正門は朱漆金釘銅環、公王府の大扉は緑の銅環、一二品官の扉には緑で獣面の錫環、三から五品官の扉には黒の錫環、六から九品官の扉には黒の鉄環…」とされた。

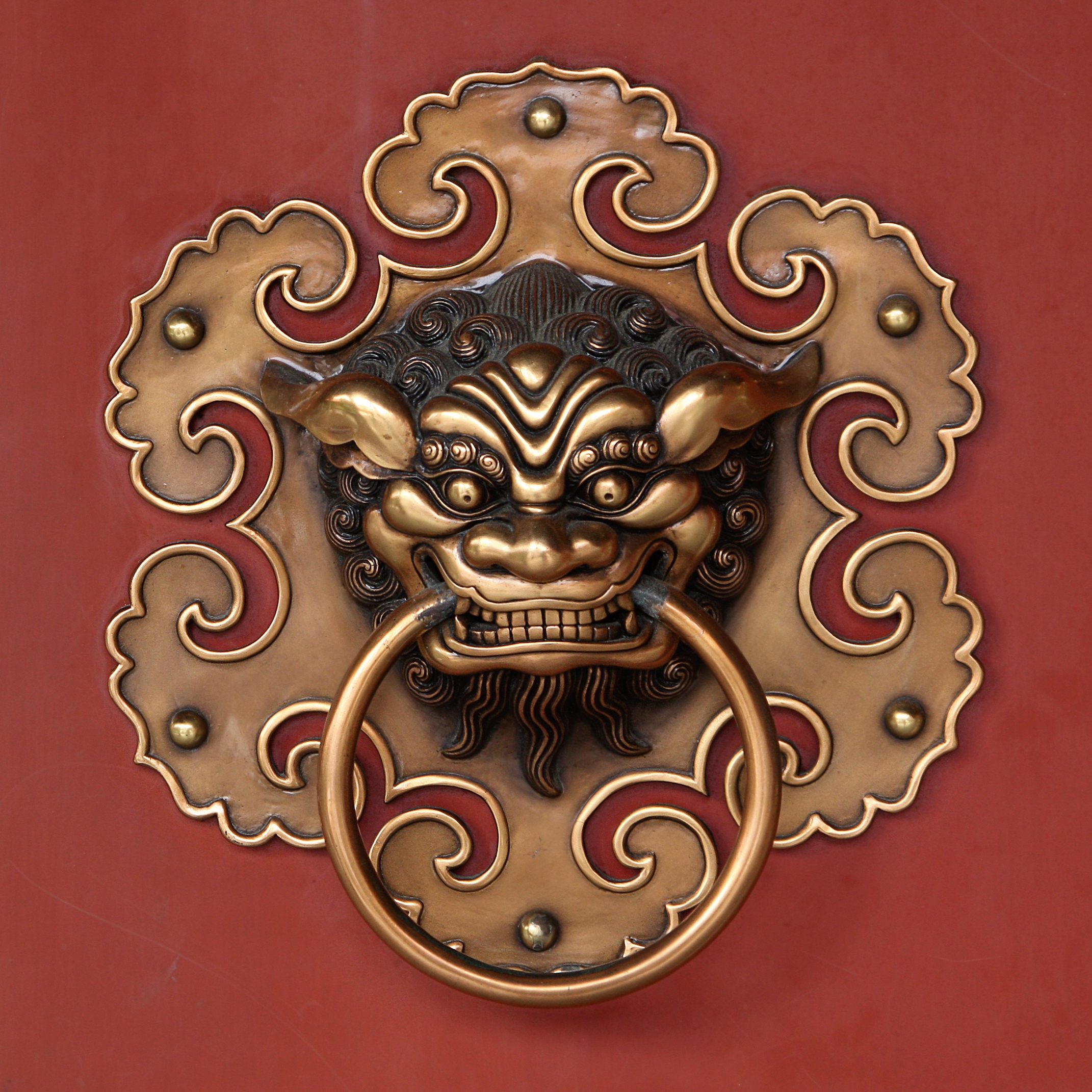
門環、铺首 シンガポール、莲山双林寺
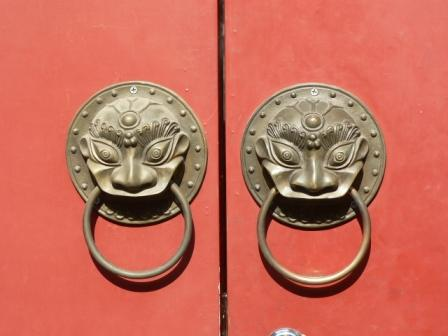
門環、椒図を象った門環 中国、四合院の門
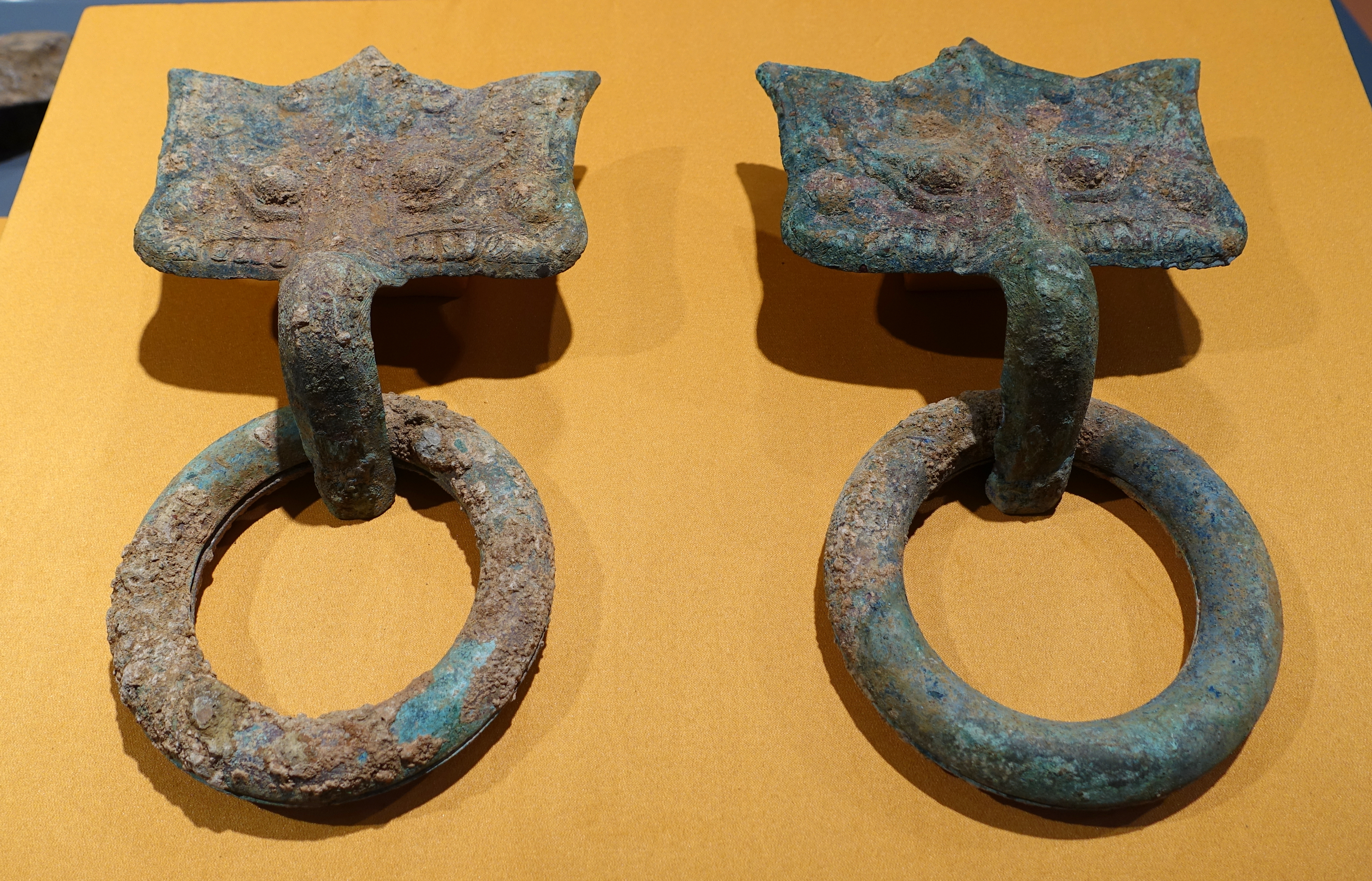
門環、铺首 中国、漢代の墓から発掘されたもの（香港歴史博物館蔵）
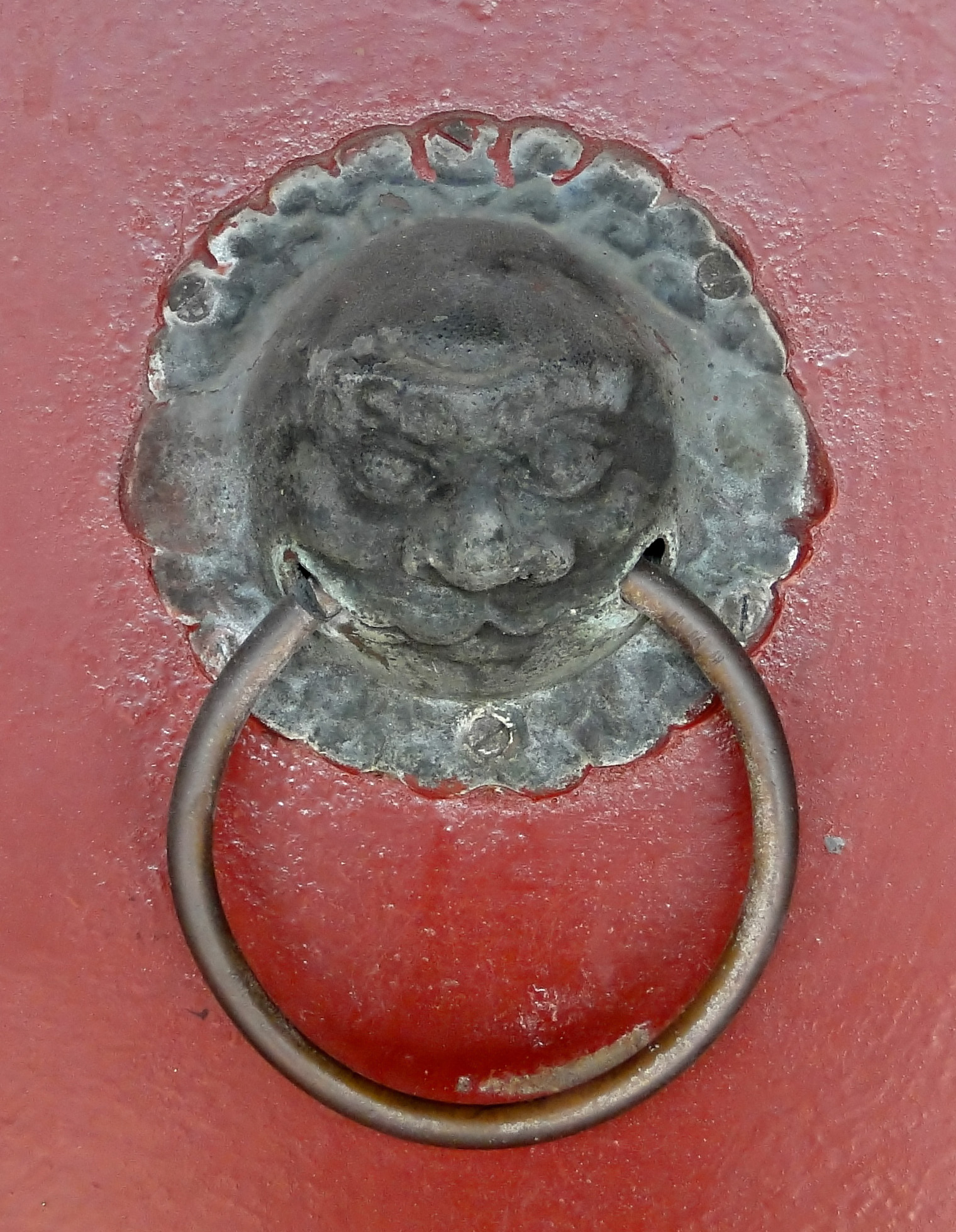
門環、铺首 台湾、鄭成功祖廟
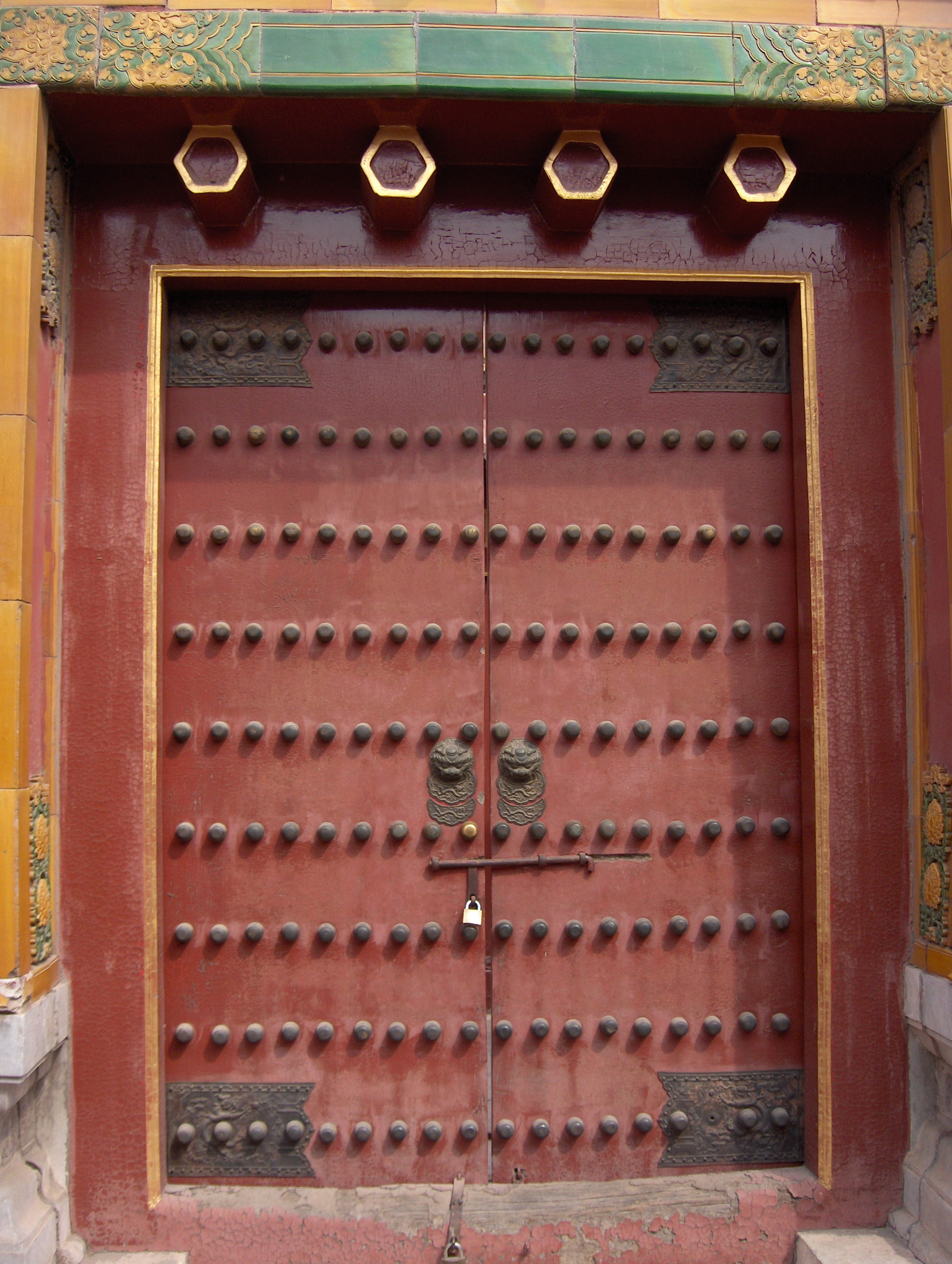
リングなしで、装飾として取り付けられた鋪首 中国、紫禁城
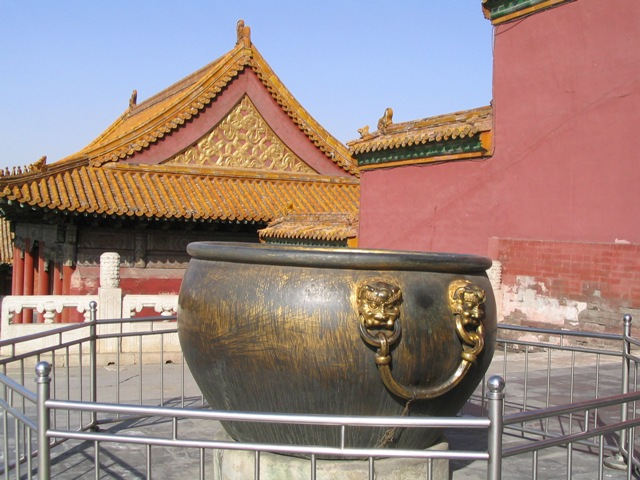
扉以外に取っ手として取り付けられた鋪首 中国、紫禁城
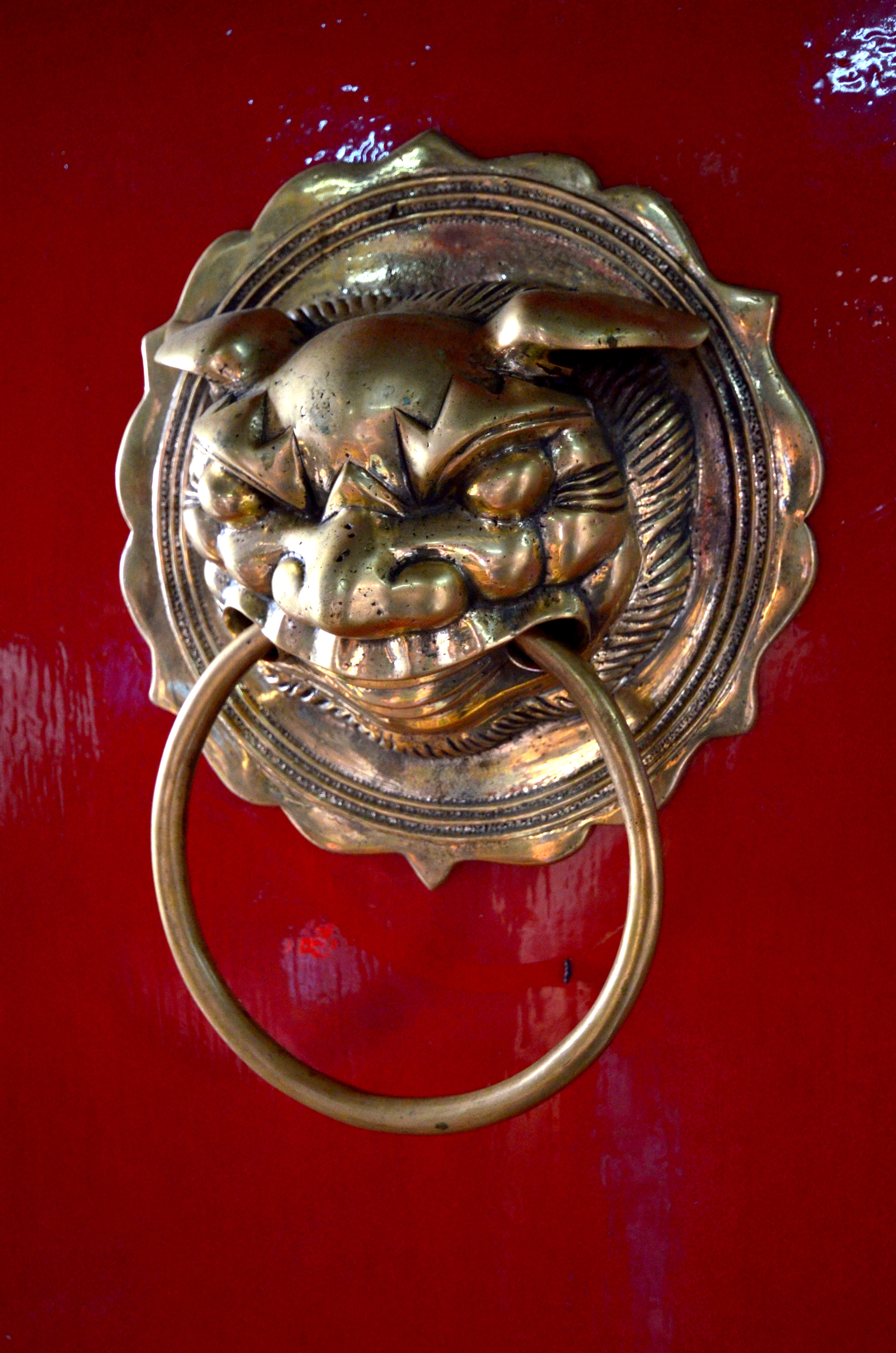
ドアノッカー ベトナム